# Harmadik isonzói csata
A III. isonzói csata a második isonzói csata után 2 és fél hónap múlva kezdődött meg, 1915. október 18-1915. november 3. között. Cadorna olasz parancsnok okulva az I. és a II. isonzói csata tapasztalataiból, belátta, hogy a gyalogság nyílt, frontális támadása az ellenséges vonalak ellen nem lehetséges kellő nehéztüzérségi támogatás nélkül. Így tehát növelték az ágyúk, nehéztüzérség számát a térségben.

## Előzmények
Az olasz hadvezetés a második isonzói csata után védekezésre akart berendezkedni, ám mikor világossá vált, hogy a Monarchia a tartalékban lévő erőivel Rovno illetve Szerbia ellen intéz támadást, úgy ítélték meg, hogy lehetséges a meggyengült, utánpótlással nem megerősített isonzói-frontvonal áttörése. Az olasz támadás mellett szólt az is, hogy ez erőket vonhatott el a szerb frontról, így segítve a bajbajutott szerbeken.

## A csata
A harc főképp a doberdói-fennsíkon folyt, ahol Jenő főherceg a temesvári és a gráci hadtesttel szállt szembe az olasz támadással. A Monarchia állásait csak nagy vérveszteséggel tudta megvédeni, a küzdelemben a nagyváradi honvéd hadosztály újból elvérzett.
Az őszi időjárás a frontvonalon is éreztette a hatását: a nehéztüzérség lövegei gyakran elakadtak szállítás közben a sárban, a célzások pontossága csökkent. A csata újból Görz (Gorizia) megszerzéséért zajlott, itt akartak hídfőállást kiépíteni az Isonzón az olasz csapatok további átkeléséhez. A Görzért zajló harc mellett Cadorna igyekezett a frontvonal távolabbi részein (Tolmin, Plezzo/Bovec) más-más hídfőket is kiépíteni, megalapozva ezzel a későbbi továbbnyomulást. Kisebb csaták zajlottak a Karszt-fennsíkon Monte San Michele közelében, csakúgy mint a Monte Sei Busin.

## A Monarchia taktikája
A Monarchia védekezési stratégiája miatt az olasz támadás még gyorsabban kifulladt, mint az első kettő isonzói csata során. A parancsnokok a magas hegyeken felderítő állásokat létesítettek, így az olasz csapatmozgások soha nem érték váratlanul a Monarchia hadseregét. A védekezés nem korlátozódott egy adott állandó frontvonalhoz, a parancsnokok a gyors átcsoportosításoknak köszönhetően az előrenyomuló olasz csapatokat a frontvonal minden szakaszán rövid időn belül megállították. A létszámfölényben lévő olasz támadást Svetozar Borojević taktikája állította meg, aki az egyszerű frontvonalbeli védekezést a felderítéssel és a csapatok átcsoportosításával ötvözte. Az olasz támadás kifulladása után Borojevic támadást indított a Monte San Michele ellen, nagy veszteségeket okozva ezzel a kifáradt olasz csapatoknak.

## Eredmény
A III. isonzói csata sem váltotta be az olasz stratégiai elképzeléseket, az olasz csapatoknak semmilyen kézzelfogható eredményt nem sikerült elérniük, az immár harmadik kudarc után általános csüggedtség lett úrrá a katonákon. Az Osztrák–Magyar Monarchia, bár a III. isonzói csatában könnyen megvédte a frontszakaszt, de az emberhiány és a sebesültek nagy száma miatt nem tudott hatékony ellentámadást indítani a kifáradt olasz csapatok ellen.

## Kapcsolódó szócikk
- Isonzói csaták